# Jens Rosenheim
Jens Toller Rosenheim, født Toller (1636 i Christiania – 1690 i Dublin) var en dansk-norsk amtmand og overkrigskommissær.
Han var vistnok født i Christiania, hvor faderen, den rige Nils Toller den ældre (død 1642), var borgmester; moderen, Karen Davidsdatter Lucht (Luft), var siden gift med generalmajor Georg Reichwein. Efter at være blevet student i København 1652 fortsatte Jens Toller sine studier i udlandet, deriblandt vistnok i England, da han siden ses at være vel bevandret i engelsk; 1658 immatrikuleredes han i Leiden og blev i det følgende år konrektor i Christiania. 1664 fik han bestalling som vicelagmand i Bergen og Gulatings Lagdømme og 1665 tillige som amtsskriver på Bergenhus, i hvilket år han omtales med ros for sin virksomhed som underhandler med den engelske admiral under affæren med den hollandske flåde i Bergens havn, hvorfor han senere fik en pension af fisketienden for egen og hustruers levetid. 1666 blev han virkelig lagmand efter svigerfaderen og 1673 assistensråd ved Overhofretten med rang som assessor i Højesteret. 26. maj 1676 optoges han og svigerfaderen i adelstanden under navnet Rosenheim henholdsvis Lillienschiold. 1677 udnævntes han til vicestiftamtmand i de vesterlenske amter og amtmand i Lister og Mandals Amt, var 1679 justitiarius i Overhofretten og 1680-81 en tid amtmand i Nedenæs og Bamle. 1687 og 1688 anvendtes han i diplomatiske sendelser til England og blev 1689 sendt som overkrigskommissær med de tropper, der overlodes kong Vilhelm III af England mod Jacob II under felttoget i Irland, og her døde han 1690 i Dublin. Han havde efterhånden haft titel af kancelli-, kammer-, kommerce-, justits- og etatsråd og var medlem af kommissionerne for Danske og Norske Lov.
Postvæsenet var siden 1685 overdraget til Christian Gyldenløve, men da han naturligvis ikke selv kunne styre det, indsattes der direktører til at lede det i hans navn. Som sådan fungerede Matthias Moth fra 1688 til 1699, først i forening med Jens Rosenheim og efter dennes død 1690 alene.
Jens Nilssøn Toller blev 1. gift i Bergen o. 1666 med Anne Hansdatter „Smed“, datter af lagmand Hans Hansøn Schmidt, siden Lillienskiold. Anne døde senest 1679. Jens Rosenheim fik 1679 den 20. december kgl. bevilling på vielse i hjemmet med Anne Cathrine Compoteller (1664 - 10. juli 1701), der var datter af amtsforvalter Hans Jørgen Compoteller i Flensborg og Sophia Amalia Hausmann, datter af Margrethe Pape. Med hans eneste barn, fændrik Christian Ulrik Rosenheim, født o. 1680, afgået med pension 1698, uddøde slægten 1700. Sønnen begravedes 19. maj i Bragernes kirke. Den 26. oktober 1700 nedsattes hans kiste i koret i Sankt Olai kirke, Helsingør. Enken boede sommeren 1701 i Kollekolle ved Værløse, hvor hun lå syg. Den 9. juli underskev hun sit testamente, dagen efter døde Anna Catharina, kisten nedsattes 5. august i koret i Sankt Olai kirke, Helsingør.
Jens Rosenheim var farbror til Karen Toller, der o. 1681 blev gift med Caspar Herman Hausmann, fætter til Anne Cathrine Compoteller.